# ハイデ・ウォラート
ハイデ・ウォラート（ラテン語: Heide Wollert、1982年5月16日 - ）は、ドイツのザクセン＝アンハルト州出身の女子柔道家。身長170cm
。

## 来歴
柔道は8歳の時に始め、2008年の北京オリンピック78kg級では7位にとどまった。
2009年の世界選手権では3位となった。しかし、2012年のロンドンオリンピックでは初戦で敗れた。

## 主な戦績
70kg級での戦績
- 2001年 - ヨーロッパジュニア　3位
- 2003年 - ロシア国際　2位
- 2003年 - ヨーロッパ選手権　2位
- 2005年 - ドイツ国際　優勝
- 2005年 - オランダ国際　2位
- 2006年 - ドイツ国際　優勝
- 2006年 - ロシア国際　3位
- 2006年 - ヨーロッパ選手権　2位
- 2006年 - 世界学生　2位
- 2007年 - フランス国際　3位

78kg級での戦績
- 2008年 - ドイツ国際　3位
- 2008年 - ヨーロッパ選手権　優勝
- 2008年 - 北京オリンピック　7位
- 2008年 - 世界団体　3位
- 2009年 - ヨーロッパ選手権　3位
- 2009年 - グランドスラム・リオデジャネイロ　3位
- 2009年 - 世界選手権　3位
- 2009年 - グランドスラム・東京　3位
- 2010年 - ワールドマスターズ　5位
- 2010年 - グランプリ・デュッセルドルフ　優勝
- 2010年 - グランプリ・チュニス　2位
- 2010年 - 世界選手権　5位
- 2010年 - 世界団体　2位
- 2010年 - グランドスラム・東京　5位
- 2011年 - ワールドマスターズ　5位
- 2011年 - グランプリ・デュッセルドルフ　2位
- 2011年 - ワールドカップ・リスボン　優勝
- 2011年 - 世界選手権　5位
- 2011年 - グランプリ・アムステルダム　2位
- 2011年 - グランドスラム・東京　3位
- 2012年 - グランプリ・デュッセルドルフ　3位

70kg級での戦績
- 2013年 - ヨーロッパオープン・リスボン　優勝
- 2013年 - ヨーロッパオープン・ミンスク　優勝
- 2014年 - グランドスラム・バクー　3位